# 洪玕
洪玕，字琅友，安徽歙县人。父亲洪德嘉系举人。洪玕本人为丁酉科举人，清康熙六年丁未科（1667年）进士第三甲第十名，授吏部文选司主事。善书法。名列家乡洪坑村的世科坊。